# Ploranera turdina olivàcia
La ploranera turdina olivàcia (Schiffornis olivacea) és un ocell de la família dels titírids (Tityridae). Es troba als països del massís de les Guaianes i al nord-est de la selva amazònica, al Brasil. El seu hàbitat són els boscos tropicals i subtropicals de frondoses humits de les terres baixes i de l'estatge montà. El seu estat de conservació es considera de risc mínim.